# Шломо з Дубна
Шломо з Дубна (івр. שלמה דובנא; 12 жовтня 1738, Дубно, Річ Посполита — 23 червня 1813, Амстердам, Перша французька імперія) — єврейський поет, граматик, біблійний коментатор і маскілім.

## Біографія
Народився в місті Дубно на Волині, на той момент — в складі Корони Королівства Польського. Коли йому було 14 років, батьки одружили його з донькою талмудиста Сімхи бен Єгошуа з Воложина. Вичерпавши знання своїх волинських наставників, він вирушив до Галичини, де кілька років вивчав біблійну екзегетику та граматику під керівництвом рабина Соломона з Холма. Невдовзі Шломо став досвідченим у цих галузях єврейської науки, і його господар доручив йому переглянути та опублікувати його працю про єврейські наголоси «Шааре Нейма» (івр. שערי נעימה, Франкфурт-на-Майні, 1766).
З 1767 по 1772 рік Шломо жив в Амстердамі, приваблений його багатими колекціями книг на івриті. Покинувши Амстердам, він оселився в Берліні, заробляючи на життя викладанням. Серед його учнів був син Мойсея Мендельсона, який, високо цінуючи вченість Шломо, став його покровителем і другом. Дубно написав коментар до перекладу книги Буття Мендельсоном. Це було опубліковано в першому томі Мендельсонового перекладу П'ятикнижжя.
У 1782—1783 роках він провів близько шести місяців у Вільно, живучи у багатого єврейського фінансиста Йосифа Песселеса. (Він натякає на це у своїй праці Birkath Yosef, опублікованій у Дюрнфурті, 1783.) Після смерті Мендельсона Шломо на короткий час зупинився у Франкфурті-на-Майні, а потім повернувся до Амстердама. Там, спочатку вшанований, а згодом ігнорований, отримуючи мізерний дохід від позичання книг зі своєї багатої бібліотеки, він залишався до своєї смерті 26 червня 1813 року.

## Інші роботи
Крім вищезгаданих творів Шломо написав:
- Вірші, які з'являються (с. 34) серед віршів Еммануїла, опубліковані Лебом Вольфом у Берліні, 1776; у Bikkure To'elet (стор. 4, 114), опублікованому товариством Anshe To'elet в Амстердамі; і в Sefer Ḳerobot Гайденгайма[en].
- Ebel Yaḥid, елегія на смерть Якоба Емдена[de], опублікована в Берліні, 1776.
- Передмова до поеми Моше-Хаїма Луцатто[it] La-Yesharim Tehillah[he], ib. 1780 рік.
- Праця з географії Палестини, обіцяна ним у коментарі до книги Буття, де він продемонстрував глибокі знання предмету. Авраам Мойсей Лунц[he] (Єрусалим, 1892, стор. 137 і далі) ототожнює цю роботу з Ahabat Ẓiyyon тестя Шломо, Сімхи бен Єгошуа, але оскільки це простий плагіат із розповіді караїма Самуїла бен Давида про його подорож до Палестини, опублікована в Ginze Yisrael Гурланда[he], ймовірно, Лерен[he] (Каталог, стор. 247) має рацію, сумніваючись у ідентифікації.
- Reshimah (Реєстр), каталог його бібліотеки, опублікований в Амстердамі, 1814 р. Він містить 2076 друкованих робіт і 106 рукописів.
- Шломо залишив велику кількість нарисів, віршів тощо, які збереглися в рукописах.